# لس فلوریس، شهرستان تهاما، کالیفرنیا
لس فلوریس، شهرستان تهاما (به انگلیسی: Las Flores) یک منطقهٔ مسکونی در ایالات متحده آمریکا است که در شهرستان تهاما، کالیفرنیا واقع شده‌است. لس فلوریس، شهرستان تهاما ۰٫۹۲۶ کیلومتر مربع مساحت و ۱۸۷ نفر جمعیت دارد و ۷۵٫۹ متر بالاتر از سطح دریا واقع شده‌است.